# كريس بنجامين
كريس بنجامين (بالإنجليزية: Chris Benjamin)‏ (26 مايو 1975)؛ صحفي وروائي كندي.